# Teruo Hayashi
Teruo Hayashi (Nara, 21 ottobre 1924 – Osaka, 24 settembre 2004) è stato un karateka giapponese, maestro giapponese di Karate (10. Dan), e fondatore del Japan-Karate-Do-Hayashi-Ha-Shitoryu-Kai e Kenshinryu-Kai-Okinawa-Kobudo.

## Biografia
Teruo Hayashi è stato uno dei più grandi e famosi maestri del karate moderno. Gli è stato conferito il massimo grado 10º Dan ed è stato fondatore degli stili della Japan Karate-Do Hayashi-Ha-Shitoryu-Kai Kenshin-Ryu e Kobudo di Okinawa-Kai.
Da giovane Hayashi ha studiato l'arte del karate presso altri famosi e grandi maestri di karate (come ad esempio Kosei Kokuba, Seko Higa, Choshin Nagamine, Taira Shinken, Shōgō Kuniba e Nakaima Kenko. Negli anni quaranta del ventesimo secolo, ha praticato il Mobutu-Ha-Shitoryu-Seishin-Kai. Contestualmente allo studio del karate e del kobudo, Hayashi ha praticato molti altri stili tradizionali della Cina, di Okinawa e del Giappone.
La sua vasta esperienza e competenza lo hanno portato ad essere, per più di dieci anni, presidente della Commissione Arbitri della WUKO (World Union of Karate-Do Organization).
Maestro Hayashi era il presidente e fondatore della Kenshin-Ryu-Kai-Okinawa Kobudo e della Japan Karate-Do Hayashi-Ha-Shitoryu, presidente onorario del consiglio giudici della WUKO, direttore del FAJKO, uno dei giudici capo della FAJKO e presidente del comitato direttivo dell'associazione per lo sviluppo del karate di Osaka.
Uno dei suoi rappresentanti internazionali migliori è il maestro Seinosuke Mitsuya.